# ندا رحمانیان
ندا رحمانیان (آلمانی: Neda Rahmanian؛ زادهٔ ۱۰ دسامبر ۱۹۷۸ در تهران) بازیگر ایرانی‌الاصل سینما، تلویزیون و تئاتر اهل آلمان است.
وی در سن ۵ سالگی به همراه خانواده به آلمان مهاجرت کرد و در شهر هامبورگ رشد یافت. او دانش‌آموختهٔ «دانشگاه موسیقی و نمایش روستوک» است و کارش را با تئاتر و با ایفای نقش ژولیت در نمایشنامهٔ رومئو و ژولیت در سال ۲۰۰۳ شروع کرد که بابت آن برندهٔ جایزهٔ کارل هاینس والتر شد.
از فیلم‌هایی که وی در آن‌ها نقش داشته‌است، می‌توان به در جستجوی ام کلثوم و تندباد اشاره نمود.